# Giải vô địch bóng đá trẻ châu Á 1988
Giải vô địch bóng đá trẻ châu Á 1988 diễn ra tại Doha, thủ đô của Qatar. Tám đội dự giải cạnh tranh suất tham dự Giải vô địch bóng đá trẻ thế giới 1989 tại Ả Rập Xê Út.
 Iraq vô địch giải đấu sau khi đánh bại  Syria 4–3 trên chấm phạt đền. Chủ nhà  Qatar kết thúc ở vị trí thứ ba.
Iraq lọt vào vòng chung kết Cúp thế giới, trong khi Syria và Qatar phải đá play-off với Úc và New Zealand. Syria thắng trong loạt trận play-off vào tháng 1 năm 1989 tại Aleppo.

## Các đội tham dự
- Qatar
- Trung Quốc
- Iraq
- Nhật Bản
- Hàn Quốc
- CHDCND Triều Tiên
- Syria
- UAE

## Vòng bảng

### Bảng A
| Đội               | ST | Đ | T | H | B | BT | BB | HS |
| ----------------- | -- | - | - | - | - | -- | -- | -- |
| Syria             | 6  | 3 | 3 | 0 | 0 | 4  | 0  | +4 |
| Qatar             | 4  | 3 | 2 | 0 | 1 | 9  | 4  | +5 |
| CHDCND Triều Tiên | 2  | 3 | 1 | 0 | 2 | 4  | 7  | −3 |
| Trung Quốc        | 0  | 3 | 0 | 0 | 3 | 3  | 9  | −6 |

| Trung Quốc | 0 – 1 | Syria |
| ---------- | ----- | ----- |
|            |       |       |

| Qatar | 4 – 1 | CHDCND Triều Tiên |
| ----- | ----- | ----------------- |
|       |       |                   |

| CHDCND Triều Tiên | 0 – 2 | Syria |
| ----------------- | ----- | ----- |
|                   |       |       |

| Qatar | 5 – 2 | Trung Quốc |
| ----- | ----- | ---------- |
|       |       |            |

| Syria | 1 – 0 | Qatar |
| ----- | ----- | ----- |
|       |       |       |

| CHDCND Triều Tiên | 3 – 1 | Trung Quốc |
| ----------------- | ----- | ---------- |
|                   |       |            |

### Bảng B
| Đội      | ST | Đ | T | H | B | BT | BB | HS |
| -------- | -- | - | - | - | - | -- | -- | -- |
| Iraq     | 5  | 3 | 2 | 1 | 0 | 3  | 1  | +2 |
| UAE      | 4  | 3 | 1 | 2 | 0 | 2  | 1  | +1 |
| Hàn Quốc | 3  | 3 | 1 | 1 | 1 | 3  | 2  | +1 |
| Nhật Bản | 0  | 3 | 0 | 0 | 3 | 3  | 7  | −4 |

| Nhật Bản | 1 – 3 | Hàn Quốc |
| -------- | ----- | -------- |
|          |       |          |

| Iraq | 0 – 0 | UAE |
| ---- | ----- | --- |
|      |       |     |

| Nhật Bản | 1 – 2 | UAE |
| -------- | ----- | --- |
|          |       |     |

| Hàn Quốc | 0 – 1 | Iraq |
| -------- | ----- | ---- |
|          |       |      |

| Iraq | 2 – 1 | Nhật Bản |
| ---- | ----- | -------- |
|      |       |          |

| UAE | 0 – 0 | Hàn Quốc |
| --- | ----- | -------- |
|     |       |          |

## Bán kết
| Iraq | 1 – 1 5–4 (p.đ.) | Qatar |
| ---- | ---------------- | ----- |
|      |                  |       |

| Syria | 2 – 0 | UAE |
| ----- | ----- | --- |
|       |       |     |

## Tranh hạng ba
| Qatar | 2 – 0 | UAE |
| ----- | ----- | --- |
|       |       |     |

## Chung kết
| Iraq | 1 – 1 5–4 (p.đ.) | Syria |
| ---- | ---------------- | ----- |
|      |                  |       |

## Tham dự Giải vô địch bóng đá trẻ thế giới
Các đội sau đây tham dự Giải vô địch bóng đá trẻ thế giới 1989.
- Iraq
- Syria
- Ả Rập Xê Út (chủ nhà)